# Scorpiops affinis
Espèce
Synonymes
- Scorpiops austerus Hirst, 1911

Scorpiops affinis est une espèce de scorpions de la famille des Scorpiopidae.

## Distribution
Cette se rencontre en Inde en Himachal Pradesh et au Népal,.

## Description
Le mâle décrit par Kovařík, Lowe, Stockmann et Šťáhlavský en 2020 mesure 32,6 mm.

## Systématique et taxinomie
Cette espèce a été placée en synonymie avec Scorpiops hardwickii par Kovařík en 2000. Elle est considérée comme valide par Kovařík, Lowe, Stockmann et Šťáhlavský en 2020.
Scorpiops austerus a été placée en synonymie par Tikader et Bastawade en 1983

## Publication originale
- Kraepelin, 1898 : « Neue Pedipalpen und Scorpiones des Hamburger Museums. » Mitteilungen aus dem Naturhistorischen Museum, vol. 15, p. 39-44 (texte intégral).